# مون‌پلیه، شهرستان هانوفر، ویرجینیا
مون‌پلیه (به انگلیسی: Montpelier) یک منطقهٔ مسکونی در ایالات متحده آمریکا است که در شهرستان هانوفر، ویرجینیا واقع شده‌است. مونپلیه ۱۹۹٫۴۳ کیلومتر مربع مساحت و ۷٬۰۶۷ نفر جمعیت دارد و ۱۰۲٫۱۱ متر بالاتر از سطح دریا واقع شده‌است.